# Зуєвка (Челябінська область)
Зуєвка (рос. Зуевка) — присілок у Октябрському районі Челябінської області Російської Федерації.
Входить до складу муніципального утворення Борове сільське поселення. Населення становить 73 особи (2010). Населений пункт розташований на землях українського культурного та етнічного краю Сірий Клин.

## Історія
Від 4 листопада 1926 року належить до Октябрського району Челябінської області.
Згідно із законом від 15 вересня 2004 року органом місцевого самоврядування є Борове сільське поселення.

## Населення
| 2002 | 2010 |
| ---- | ---- |
| 149  | ↘73  |